# Нэрроубот

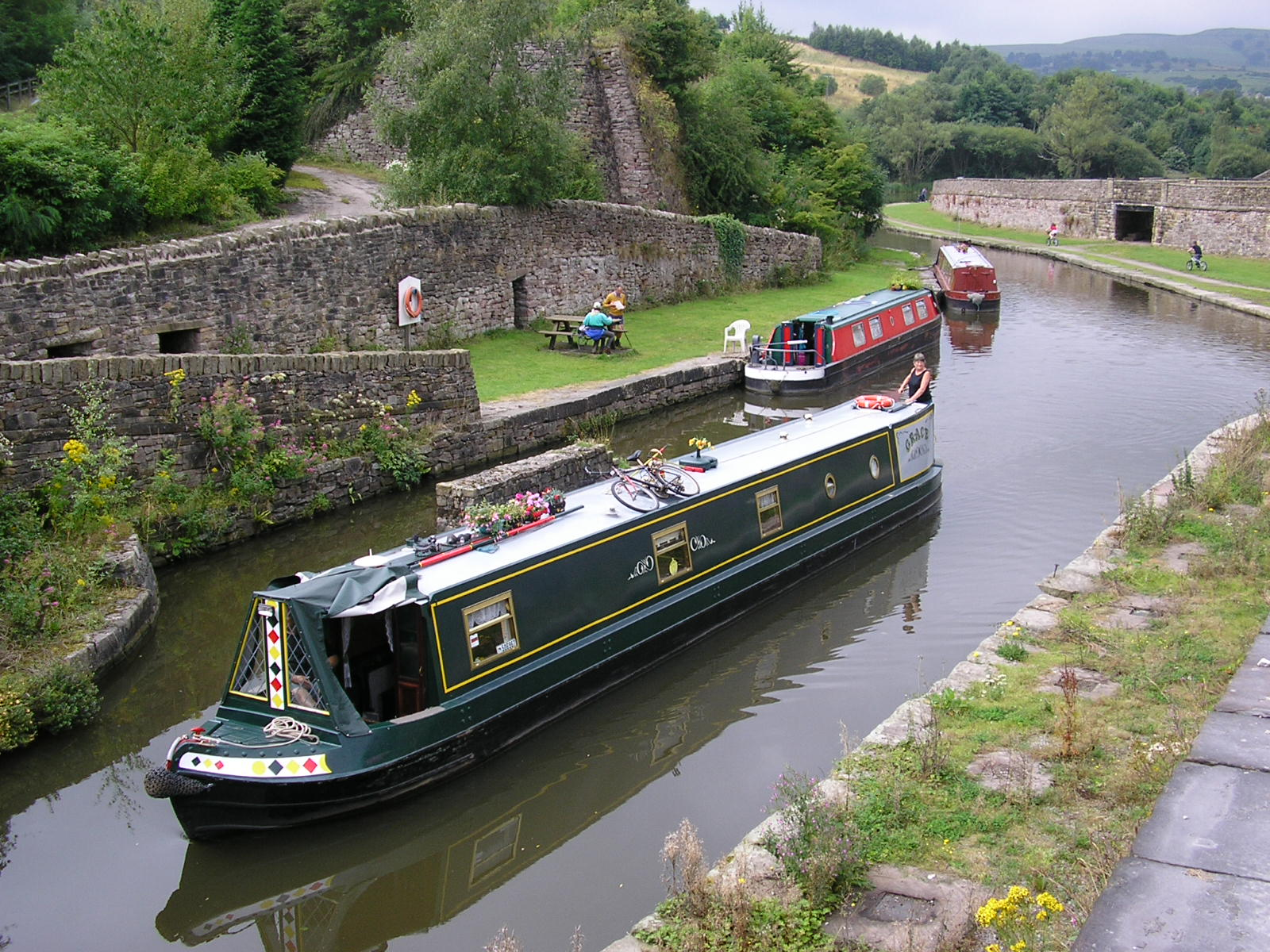
Современный круизный нэрроубот

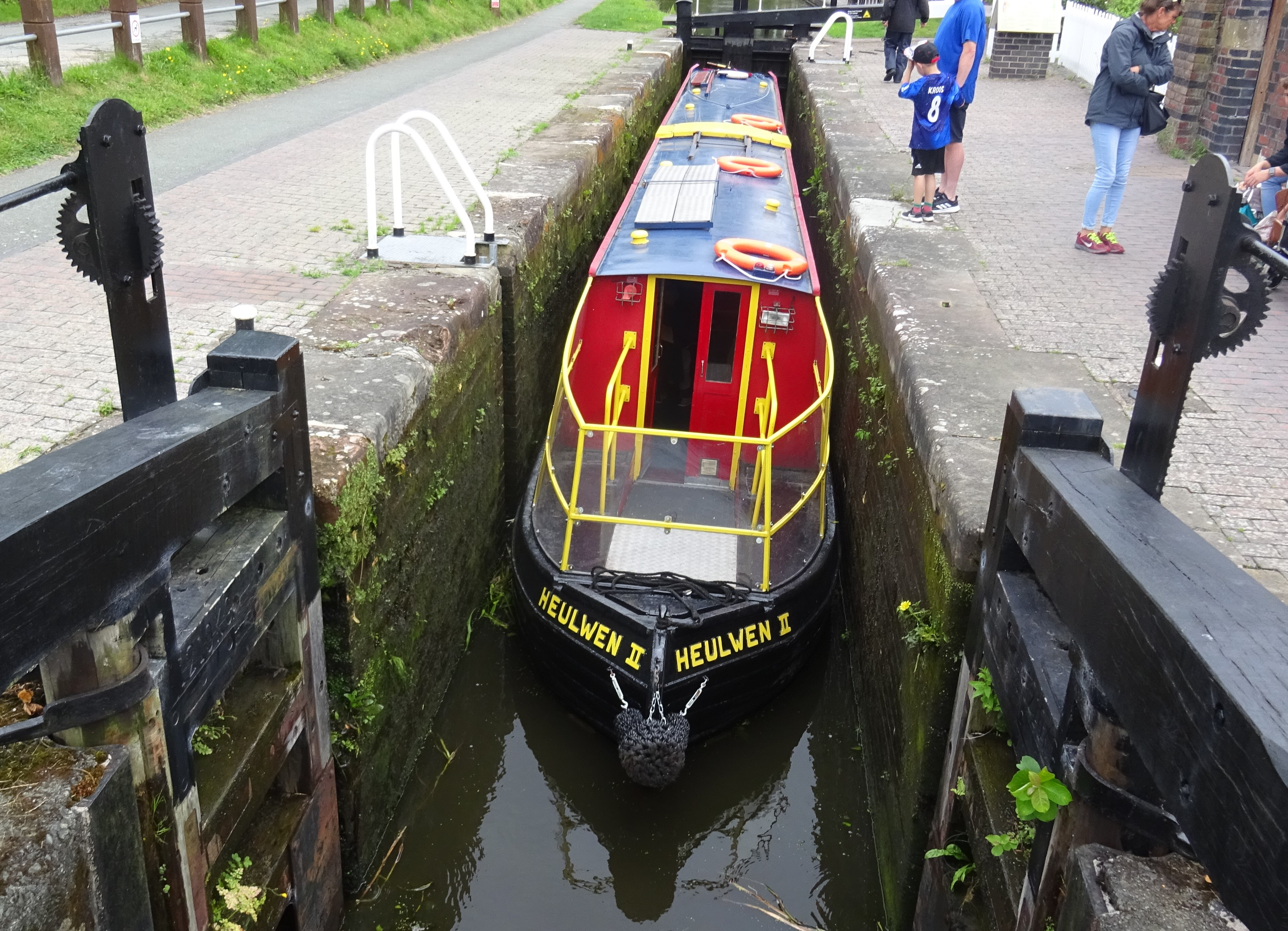
Нэрроубот шлюзуется

Нэрроубот (англ. narrowboat, «узкая лодка») — тип (и стандарт де-факто) канального судна в Великобритании, габариты которого ограничены габаритами шлюзов на английских каналах. Для успешного шлюзования такие суда должны быть не более 7 футов (2,13 м) шириной, поэтому большинство таких судов имеет ширину 6 футов 10 дюймов (2,08 м). Максимальная их длина составляет 72 фута (21,95 м). Некоторые шлюзы ещё короче, поэтому, чтобы уверенно проходить везде, длина должна быть ограничена 57 футами (17,37 м).
Нэрроуботы относятся к «категории D», то есть предназначены только для плавания по спокойной воде: рекам, каналам и небольшим озёрам; но некоторые бесстрашные лодочники пересекали в них Ла-Манш (например Тэрри Дарлингтон).

## Терминология
Оксфордский словарь определяет нэрроубот, как:

Британская канальная лодка традиционной длинной и узкой конструкции, управляемая румпелем; она не превышает 7 футов (прибл. 2,1 метра) в ширину и 72 фута (прибл. 21,9 метра) в длину
Оригинальный текст (англ.)A British canal boat of traditional long, narrow design, steered with a tiller; spec. one not exceeding 7 feet (approx. 2.1 metres) in width or 72 feet (approx. 21.9 metres) in length

## История
Изначально нэрроуботы использовалась как грузовое судно, чаще всего на конной тяге, для перемещения грузов по каналам. Удачный выбор габаритов, позволивший сильно сократить объёмы земляных работ, в сочетании с большой грузоподъёмностью, позволил начать в Англии промышленную революцию. Начался канальный бум, который прекратился только с появлением железных дорог, и постепенно каналы пришли в запустение.
Популяризации традиционных узких английских канальных лодок, как формы досуга и образа жизни, помогла выпущенная в 1944 году книга Тома Ролта «Нэрроубот», рассказывающая о четырёхмесячном путешествии автора по каналам в самом начале Второй мировой войны. Том вместе со своим дядей купил старый нэрроубот-баржу «Кресси» и установил на него паровой двигатель. Имея прочие достоинства, паровой двигатель создавал неудобства при прохождении тоннелей, и был заменён на бензиновый. Несмотря на трудное послевоенное время, книга имела успех, и была создана Ассоциация внутренних водных путей, общественное движение за восстановление каналов и развития досуга на каналах и реках Британии, а в 1948 году каналы страны были национализированы.

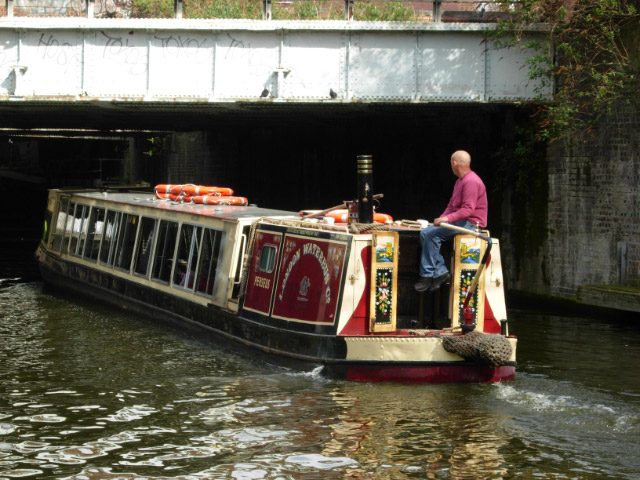
Нэрроубот на линии London Waterbus

## Современность
Сейчас, в основном, нэрроуботы используются для туристических и досуговых целей. Как правило, на них установлен дизельный двигатель, имеются попытки использовать электрический.
Вокруг современных канальных лодок сложилась целая субкультура: их используют в качестве жилья, офисов, магазинов. На каналах оборудованы стоянки и марины с колонками для воды, контейнерами для мусора и т. д. Старые, заброшенные каналы, век которых, казалось, прошёл навсегда, в настоящее время переживают ренессанс. Созданы государственные и общественные организации, занимающиеся развитием канальной инфраструктуры Великобритании.
Жизнь на нэрроуботах имеет своё очарование: неторопливое путешествие по спокойной воде, возможность остановиться почти в любом месте канала и наслаждаться сельской жизнью и пасторальными пейзажами. Некоторые люди готовы переселиться жить на канальные лодки, даже несмотря на отсутствие на них электричества (впрочем, на большинстве нэрроуботов электричество есть). В настоящее время строятся новые боты, их число продолжает расти. Так, в 2006 году было зарегистрировано порядка 27000 лодок, а в 2014 уже свыше 30000. Лодки также сдаются в аренду на выходные для семейных пикников и романтических свиданий

## Общественный транспорт и экскурсии
- В Лондоне, на Риджентс-канале существует линия общественного транспорта на нэрроуботах, обслуживаемая компанией London Waterbus («Лондонский водный автобус»)[7].
- В Бирмингеме на местных каналах существует экскурсионная линия из 3 нэрроуботов компании Sherborne Warf, работающая ежедневно с весны до конца ноября[8]

## Разновидности
Почти все нэрроуботы управляются румпелем: рулевой стоит на корме лодки, позади дверей, ведущих из каюты, на площадке, к которой ведёт лестница. Некоторые имеют штурвал. Кормовая зона, где находится рулевой, имеет 3 основных типа: небольшая традиционная; большая, которая имеет достаточно места, чтобы разместить несколько человек, что-то вроде террасы; «капюшон» для защиты от плохой погоды. Каждая из этих схем имеет своих горячих сторонников. Поскольку чётких границ нет, некоторые лодки размывают категории, а дизайнеры пробуют новые схемы и комбинации.

### Традиционная корма

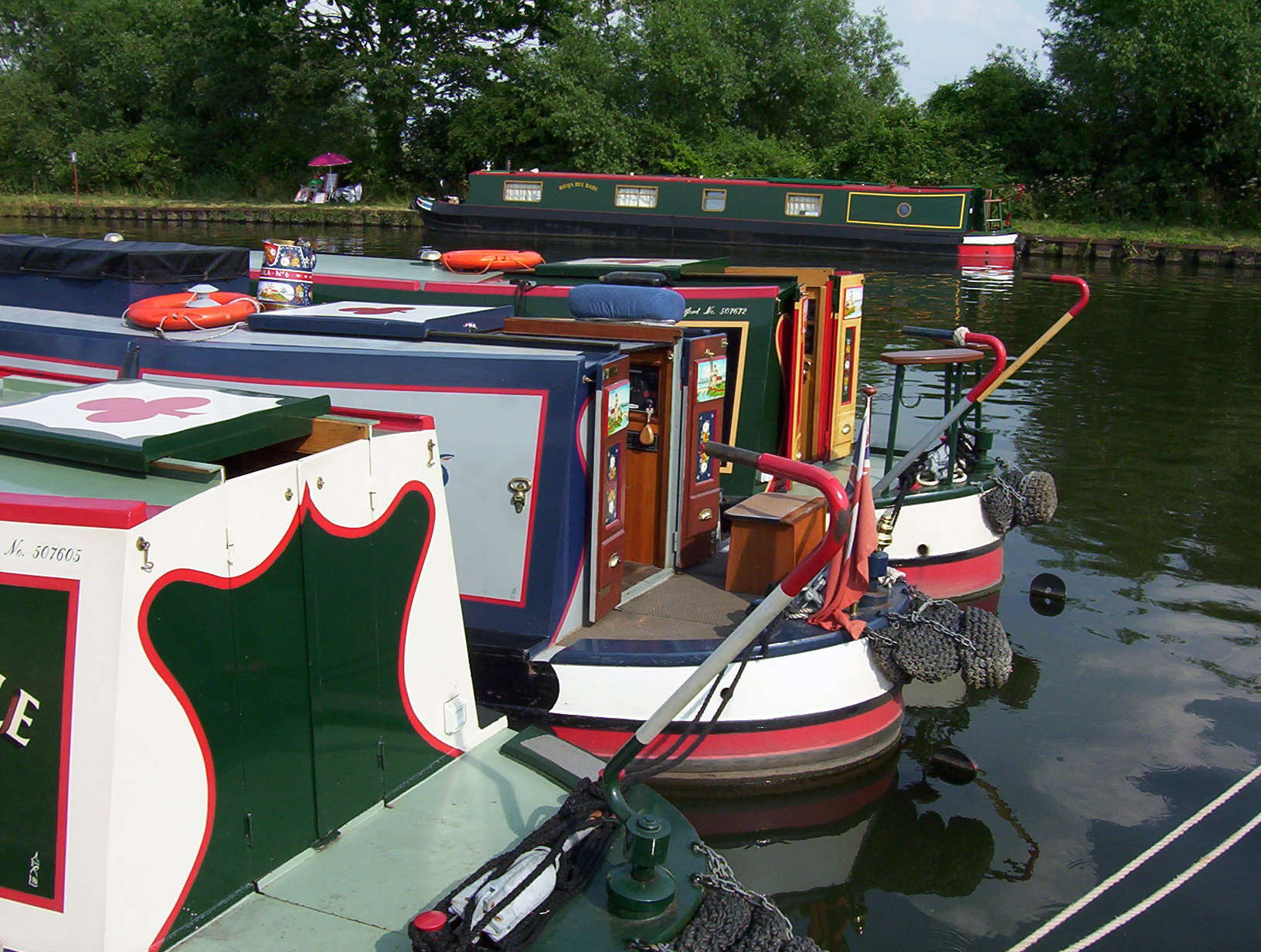
Лодки с традиционной кормой в Глочестершире

Многие современные лодки сохраняют традиционную планировку: небольшую открытую, незащищённую «стойку» или палубу за задними дверями каюты, с которой экипаж может сойти на берег. Оттуда можно рулить, но это не вполне безопасно, так как винт работает внизу всего в одном шаге. «Удлинённый» румпель позволяет рулевому безопасно стоять на верхней ступеньке, внутри каюты, перед задними дверьми. В холодные дни рулевые могут закрывать за собой задние двери и даже находиться в относительном комфорте: их нижняя часть тела находится в тепле каюты, только верхняя часть тела вылазит из люка и подвержена стихиям. В хорошую погоду многие рулевые с традиционной кормой сидят на крыше, на краю люка, имея свысока хороший панорамный обзор. На таких лодках основной является носовая площадка, поскольку на задней никого, кроме рулевого, не помещается. Кроме того, такие лодки имеют увеличенное внутреннее пространство каюты.

### Круизная корма

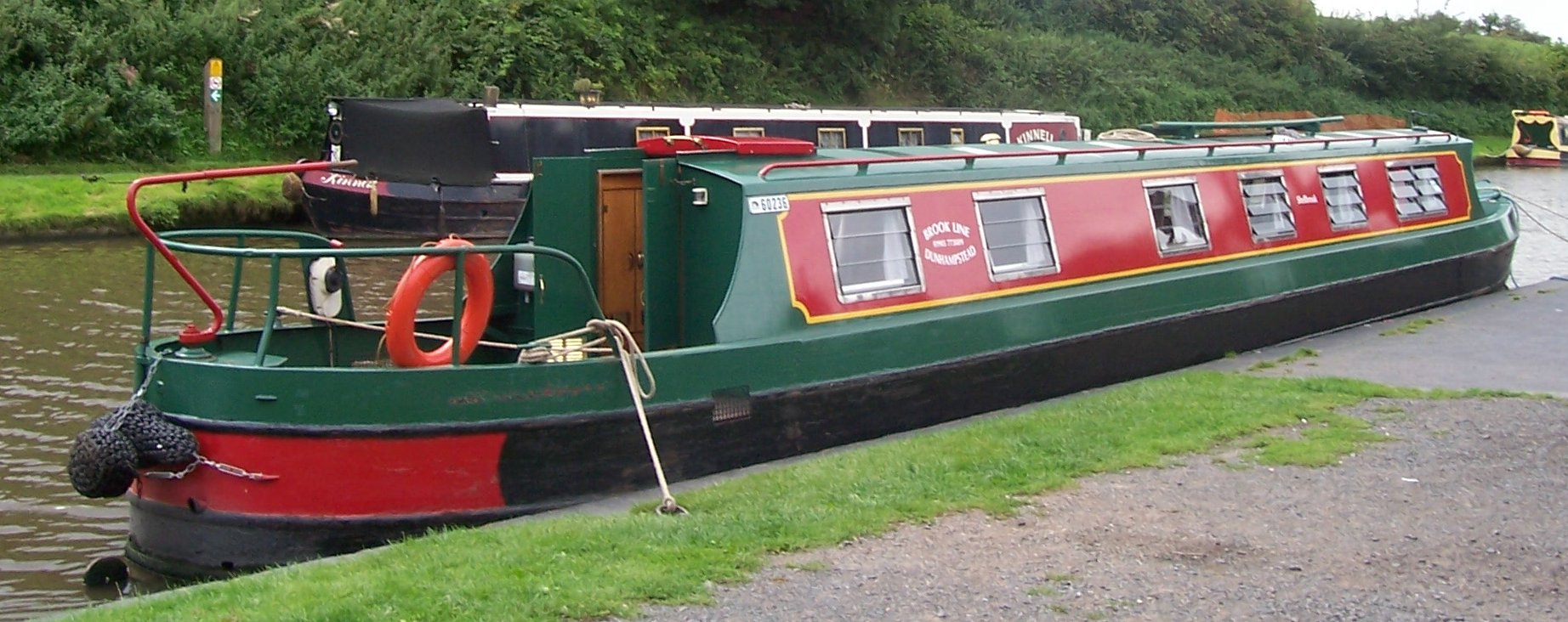
Нэрроубот с круизной кормой в Вустершире

Название этого типа происходит от большой открытой задней палубы, напоминающей большие задние каюты на речных катерах из стеклопластика, которые, в свою очередь, происходят от эллиптической кормы, используемых на крейсерах и других военных кораблях XX века. Корма такого «крейсера» выглядит совсем иначе, чем традиционные лодки: люк и задние двери расположены значительно ближе к носу, чем на «традиционных», создавая большую открытую палубу между стойкой и задними дверями, защищенную перилами (часто со встроенными сиденьями) сзади и по бокам. Большая задняя палуба обеспечивает прекрасную обеденную зону на открытом воздухе и пространство для общения, позволяя людям проводить время в хорошую погоду и летом.

### Полутрадиционная корма

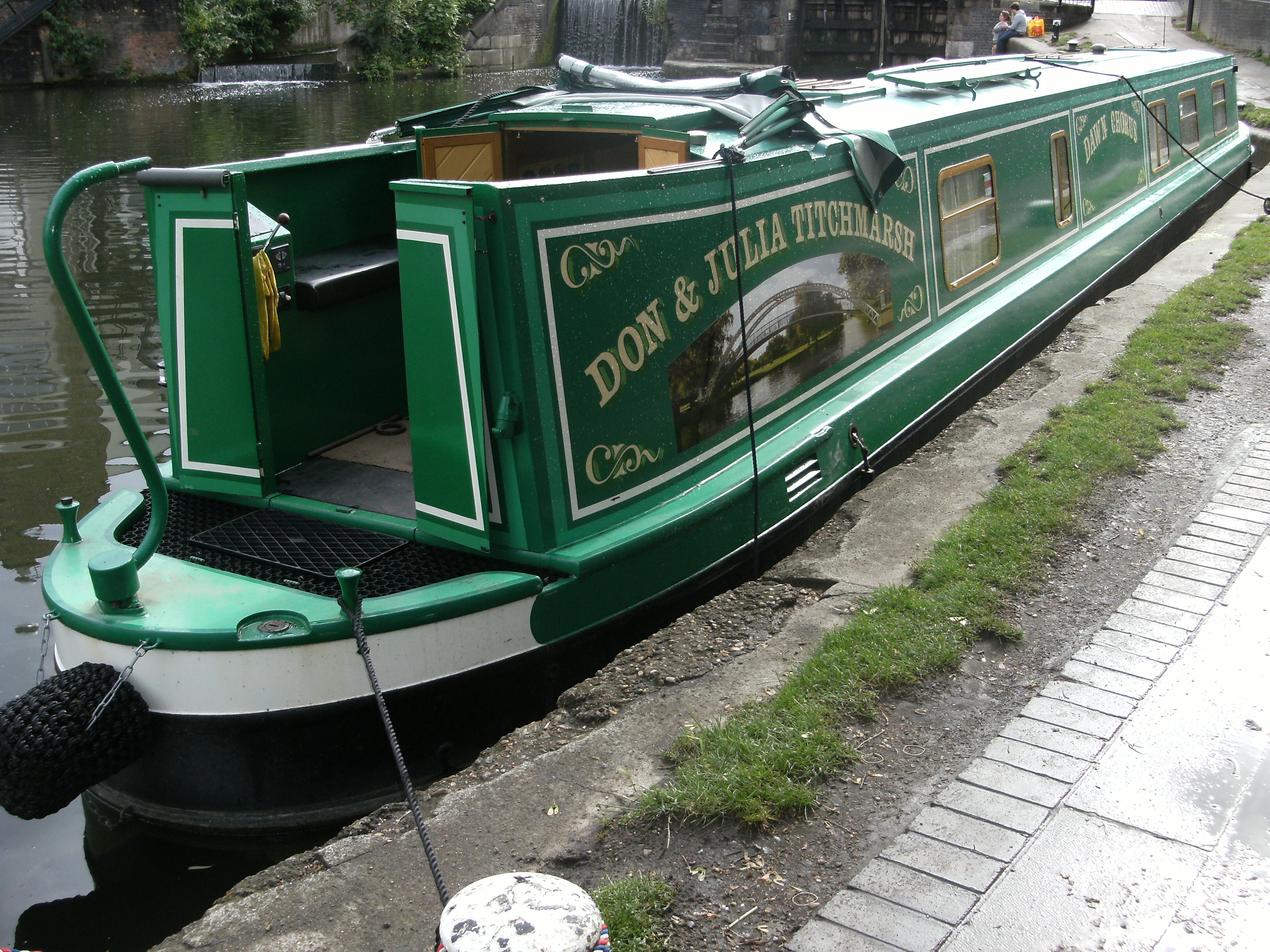
Нэрроубот Dawn Chorus с полутрадиционной кормой на Риджентс-канале в Лондоне

Полутрадиционная корма — это компромисс, позволяющий получить некоторые «социальные» преимущества крейсерской кормы, сохраняя при этом более традиционный дизайн и обеспечивая некоторую защиту рулевого в плохую погоду или в холодное время года. Как и в случае с круизной кормой, палуба простирается назад от люка и задних дверей, однако её большая часть защищена боковыми стенками, которые продолжают борта каюты, создавая более защищенную зону для рулевого и попутчиков, обычно со скамейками со шкафчиками внутри. Двигатель расположен под палубой, как на круизной корме, позволяя отделить каюту от моторного отсека, а ступеньки вниз к каюте расположены за фальшбортами.

### Центральный кокпит

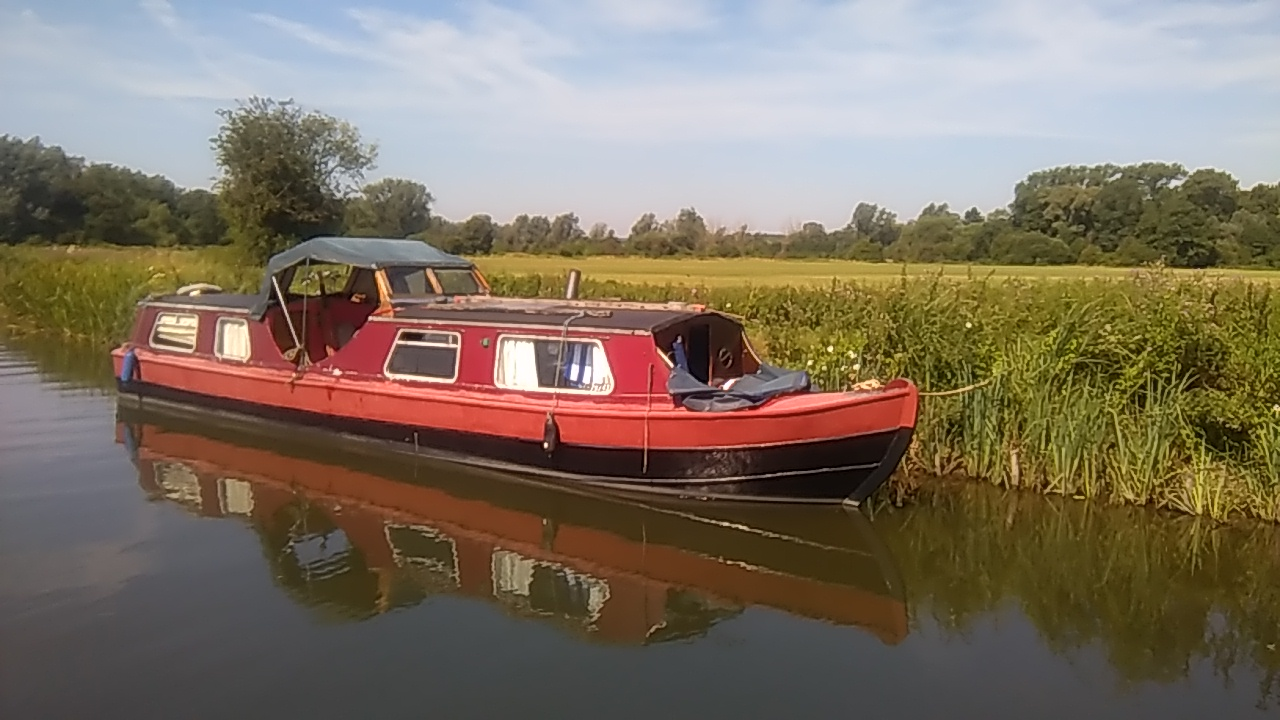
Нэрроубот с центральным кокпитом

Хотя подавляющее большинство нэрроуботов рулятся румпелем на корме, некоторые из них полностью обходятся без кормовой рулевой палубы, управляемые штурвалом из центральной кабины. Такая компоновка удобна тем, что позволяет иметь две отдельные каюты: носовую и кормовую.

### Батти-бот
Лодка, не имеющая собственного двигателя, которую берёт на буксир другой нэрроубот. Происходит от слова англ. buddy, «приятель».

### Подкасты
- Cruising The Cut Архивная копия от 6 марта 2022 на Wayback Machine
- The Narrowboat that James built
- The Narrowboat Experience Архивная копия от 26 января 2021 на Wayback Machine